# ماتيوس سافيو
ماتيوس سافيو (بالبرتغالية: Matheus Sávio) هو لاعب كرة قدم برازيلي في مركز الوسط، ولد في 15 أبريل 1997 في ريبيراو بريتو في البرازيل. لعب مع نادي فلامنغو.

## وصلات خارجية
- ماتيوس سافيو على موقع رابطة كرة القدم اليابانية للمحترفين (اليابانية)
- ماتيوس سافيو على موقع إي إس بي إن إف سي (الإنجليزية)
- ماتيوس سافيو على موقع قاعدة بيانات كرة القدم.إي يو (الإنجليزية)
- ماتيوس سافيو على موقع Soccerbase.com (لاعب) (الإنجليزية)
- ماتيوس سافيو على موقع Soccerway.com (الإنجليزية)
- ماتيوس سافيو على موقع عالم كرة القدم.نت (الإنجليزية)